# Paul S. Lockhart
Paul S. Lockhart, född 28 april 1956 i Amarillo, Texas, är en amerikansk astronaut uttagen i astronautgrupp 16 den 5 december 1996.

## Rymdfärder
- STS-111
- STS-113